# Consiglio della Contea di Londra
Il Consiglio della Contea di Londra, in inglese London County Council (LCC), è stato il principale organo di governo locale della contea di Londra, dal 1889 al 1965 ed il primo organismo completamente eletto della autorità generale della Grande Londra. Esso sovraintendeva sull'area oggi chiamata Inner London ed è stato sostituito dal Consiglio della Grande Londra. L'LCC fu la più grande autorità provinciale dei suoi tempi. 

## Storia

Stemma del Consiglio della Contea di Londra.

Dal XIX secolo la Corporazione della Città di Londra  sovraintendette soltanto ad una piccola porzione del territorio metropolitano di Londra. Dal 1855 il Metropolitan Board of Works (MBW) ebbe alcuni poteri sulla metropoli, ma l'ente non era elettivo. Molti poteri rimasero nelle mani delle parrocchie civili e delle contee di Middlesex, Surrey e Kent. La creazione del LCC nel 1889, come parte del Local Government Act 1888, venne determinata dalla successione di scandali che coinvolsero il Metropolitan Board of Works. 
Mentre il governo conservatore dell'epoca avrebbe preferito non creare un unico organismo che coprisse l'amministrazione dell'intera città di Londra, la sua alleanza con il partito liberale lo obbligò ad accettare questa situazione. Subito dopo la sua creazione, la Royal Commission on the Amalgamation of the City and County of London pensò di creare un unico organismo che sovraintendesse su tutta l'area metropolitana. Poiché questo non venne accettato, furono creati 28 borough come piccole autorità per sostituire le vecchie entità amministrative locali. Esse assunsero alcuni poteri del Consiglio della Contea di Londra e ne divisero altri.
Dal 1899 il Council acquisì progressivamente e gestì i tram in tutta la contea e provvide all'elettrificazione a partire dal 1903. Dal 1933, quando il London County Council Tramways venne inglobato nel London Passenger Transport Board, divenne il maggior gestore di tram dell'intera Gran Bretagna con una rete di 269 km ed un numero di tram pari a 1.700. 
Inizialmente si sperò che le elezioni del LCC si sarebbero svolte secondo criteri non partitici, ma ben presto nel Council si crearono due gruppi contrapposti. Il gruppo di maggioranza nel 1889 era costituito da Partito progressista, che era alleato, in maniera non ufficiale, con il Partito liberale nel governo nazionale. Ma in questo consesso formava il gruppo moderato in alleanza con il partito conservatore britannico. Nel 1906 questa alleanza prese il nome di Municipal Reform Party.
Il LCC venne eletto ogni tre anni ed i Progressisti mantennero il controllo dal 1889 al 1907, quando persero il controllo a favore dei Municipal Reformers. Questi ultimi lo mantennero, a loro volta, fino al 1934 quando andò al potere il Partito Laburista che vi rimase poi fino all'abolizione del LCC.